# Alessio Di Mauro
Alessio Di Mauro, né le 9 août 1977 à Syracuse en Sicile, est un joueur italien de tennis, professionnel de 1998 à 2014.

## Palmarès

### Finale en simple messieurs
| No | Date       | Nom et lieu du tournoi    | Catégorie   | Dotation  | Surface      | Vainqueur   | Score    |          |
| -- | ---------- | ------------------------- | ----------- | --------- | ------------ | ----------- | -------- | -------- |
| 1  | 19-02-2007 | Copa Telmex, Buenos Aires | Int' Series | 420 000 $ | Terre (ext.) | Juan Mónaco | 6-1, 6-2 | Parcours |

## Parcours dans les tournois duGrand Chelem

### En simple
| Année | Open d'Australie | Open d'Australie | Internationaux de France | Internationaux de France | Wimbledon       | Wimbledon | US Open        | US Open   |
| ----- | ---------------- | ---------------- | ------------------------ | ------------------------ | --------------- | --------- | -------------- | --------- |
| 2005  | —                | —                | —                        | —                        | 2e tour (1/32)  | N. Kiefer | —              | —         |
| 2006  | —                | —                | 1er tour (1/64)          | M. Gicquel               | 1er tour (1/64) | A. Martín | 2e tour (1/32) | A. Murray |
| 2007  | 1er tour (1/64)  | J. M. del Potro  | 1er tour (1/64)          | D. Toursounov            | —               | —         | —              | —         |

N.B. : à droite du résultat se trouve le nom de l'ultime adversaire.

### En double
| Année | Open d'Australie | Open d'Australie | Internationaux de France | Internationaux de France | Wimbledon                 | Wimbledon           | US Open | US Open |
| ----- | ---------------- | ---------------- | ------------------------ | ------------------------ | ------------------------- | ------------------- | ------- | ------- |
| 2006  | —                | —                | —                        | —                        | 1er tour (1/32) L. Azzaro | M. Mertiňák P. Pála | —       | —       |

N.B. : le nom du ou de la partenaire se trouve sous le résultat ; le nom des ultimes adversaires se trouve à droite.

## Parcours dans lesMasters 1000
| Année | Indian Wells | Miami | Monte-Carlo             | Rome                   | Hambourg | Canada | Cincinnati | Madrid | Paris |
| ----- | ------------ | ----- | ----------------------- | ---------------------- | -------- | ------ | ---------- | ------ | ----- |
| 2004  | —            | —     | —                       | 1er tour P. Srichaphan | —        | —      | —          | —      | —     |
| 2005  | —            | —     | —                       | 1er tour A. Agassi     | —        | —      | —          | —      | —     |
| 2006  | —            | —     | 1/8 de finale G. Gaudio | 1er tour T. Henman     | —        | —      | —          | —      | —     |

N.B. : sous le résultat se trouve le nom de l’ultime adversaire.